# 萨格讷
萨格讷（挪威語：Sagene）是挪威首都奧斯陸的一個區。萨格讷在1859年成為奧斯陸的一部分。萨格讷擁有挪威歷史最古老的工業建築Glads Mølle造紙廠。萨格讷車輛段過去停放电车，現在重新開放為一個文化設施。 
1. ↑  Knut Are Tvedt. .    Store norske leksikon.   [October 1, 2016]. （[   https://snl.no/Sagene 原始内容] 请检查|url=值 (帮助)存档于2020-11-25）.